# World One
World One — строящийся сверхвысокий небоскрёб, расположенный в городе Мумбаи, Индия. Здание расположено в районе Парел на участке площадью в 17,5 акров.

## Проект
Проект здания создан архитекторским бюро Pei Cobb Freed & Partners и проектным бюро Leslie E. Robertson Associates.

## История строительства
Участок, выбранный для строительства здания, ранее принадлежал бумагопрядильной фабрике. Компания-застройщик Lodha Group приобрела участок за 42 млн долларов США. Согласно проекту, общие затраты на строительство здания оцениваются в 340 млн долларов в ценах 2010 года.
По состоянию на 2010 год застройщик планировал завершить строительство в 2020 году.
К плановому времени окончания строительства World One должен был стать самым высоким жилым зданием в мире, если не будет «разморожено» строительство Пентоминиума. 
По состоянию на декабрь 2021 года небоскрёб по-прежнему находится в стадии строительства, и предполагается[кем?], что он будет достроен не раньше конца 2022 года.
Предполагается[кем?], что здание получит сертификат Leadership in Energy and Environmental Design (LEED), выдаваемый самым экономичным в плане энергопотребления зданиям
Цены на апартаменты в здании будут начинаться с 1,3 млн долларов, при этом самые дорогие апартаменты предварительно оцениваются в 8,5 млн долларов. Компания Lodha рассчитывает выручить 850 млн долларов от продажи апартаментов.